# Sexy (альбом)
| Оценки критиков | Оценки критиков |
| Источник        | Оценка          |
| --------------- | --------------- |
| InterMedia      | 7/10            |
| Wiwibloggs      | без оценки      |

Sexy — мини-альбом украинского артиста Андрея Данилко, выступающего в образе Верки Сердючки. Альбом был выпущен 4 сентября 2020 года на лейбле Mamamusic.

## Об альбоме
Свой последний студийный альбом Doremi Doredo Верка Сердючка выпустила ещё в далёком 2008 году. Про новый альбом Андрей Данилко рассказал в феврале 2020 года, в интервью он признался, что Сердючка является желанным гостем на различных «евровечеринках», однако певец устал 12 лет выступать с одним и тем же номером, поэтому было принято решение выпустить новый англоязычный альбом. В декабре 2019 года был выпущен сингл «Make It Rain Champagne», который стал популярным у отечественных слушателей.
Релиз альбома должен был состояться накануне «Евровидения-2020», однако был отложен из-за отмены конкурса и пандемии COVID-19. О выходе нового альбома стало известно 1 сентября 2020 года, когда Сердючка опубликовала на своей странице в Instagram пост с датой выхода — 4 сентября. Сердючка заявила, что альбом посвящается всем фанатам «Евровидения», а также призван дать немного солнечного тепла в этот тёмный год.
Работа над альбомом велась в Швеции. Над ним работали Андреас Эрн, Крис Уэйл и Питер Бострём.
На церемонии YUNA 2021 песня «Make It Rain Champagne» была номинирована в категории «Лучшая песня на иностранном языке».

## Список композиций
| №                   | Название                 | Автор(ы)                              | Длительность |
| ------------------- | ------------------------ | ------------------------------------- | ------------ |
| 1.                  | «Swedish Lullaby»        | Андреас Эрн, Крис Уэйл, Питер Бострём | 3:15         |
| 2.                  | «Sexy»                   | Андреас Эрн, Питер Бострём            | 3:19         |
| 3.                  | «Disco Kicks»            | Андреас Эрн, Питер Бострём            | 3:06         |
| 4.                  | «Make It Rain Champagne» | Андреас Эрн, Питер Бострём            | 2:53         |
| Общая длительность: | Общая длительность:      | Общая длительность:                   | 12:35        |